# Divisões administrativas da Moldávia
Atualmente, Moldávia está dividida em 37 unidades de primeiro nível, incluindo 32 distritos (em romeno:  raioane; ver também raion):
| 1. Anenii Noi 2. Basarabeasca 3. Briceni 4. Cahul 5. Cantemir 6. Călăraşi 7. Căuşeni 8. Cimişlia | 1. Criuleni 2. Donduşeni 3. Drochia 4. Dubăsari 5. Edineţ 6. Făleşti 7. Floreşti 8. Glodeni | 1. Hînceşti 2. Ialoveni 3. Leova 4. Nisporeni 5. Ocniţa 6. Orhei 7. Rezina 8. Rîşcani | 1. Sîngerei 2. Soroca 3. Străşeni 4. Şoldăneşti 5. Ştefan Vodă 6. Taraclia 7. Teleneşti 8. Ungheni |

três municípios:
| 1. Chişinău | 1. Bălţi | 1. Bender (Tighina) |

uma unidade territorial autónoma:
| 1. Gagauzia |

e uma unidade territorial:
| 1. Transnístria |

O estatuto final da última não foi resolvido ainda, como a região, tal como definido administrativamente, não está sob o controle das autoridades moldavas. As cidades de Comrat ae Tiraspol também têm o estatuto de município, mas não estão entre as unidades de primeiro nível da Moldávia; são os lugares de Gagauzia, respectivamente Transnístria. 

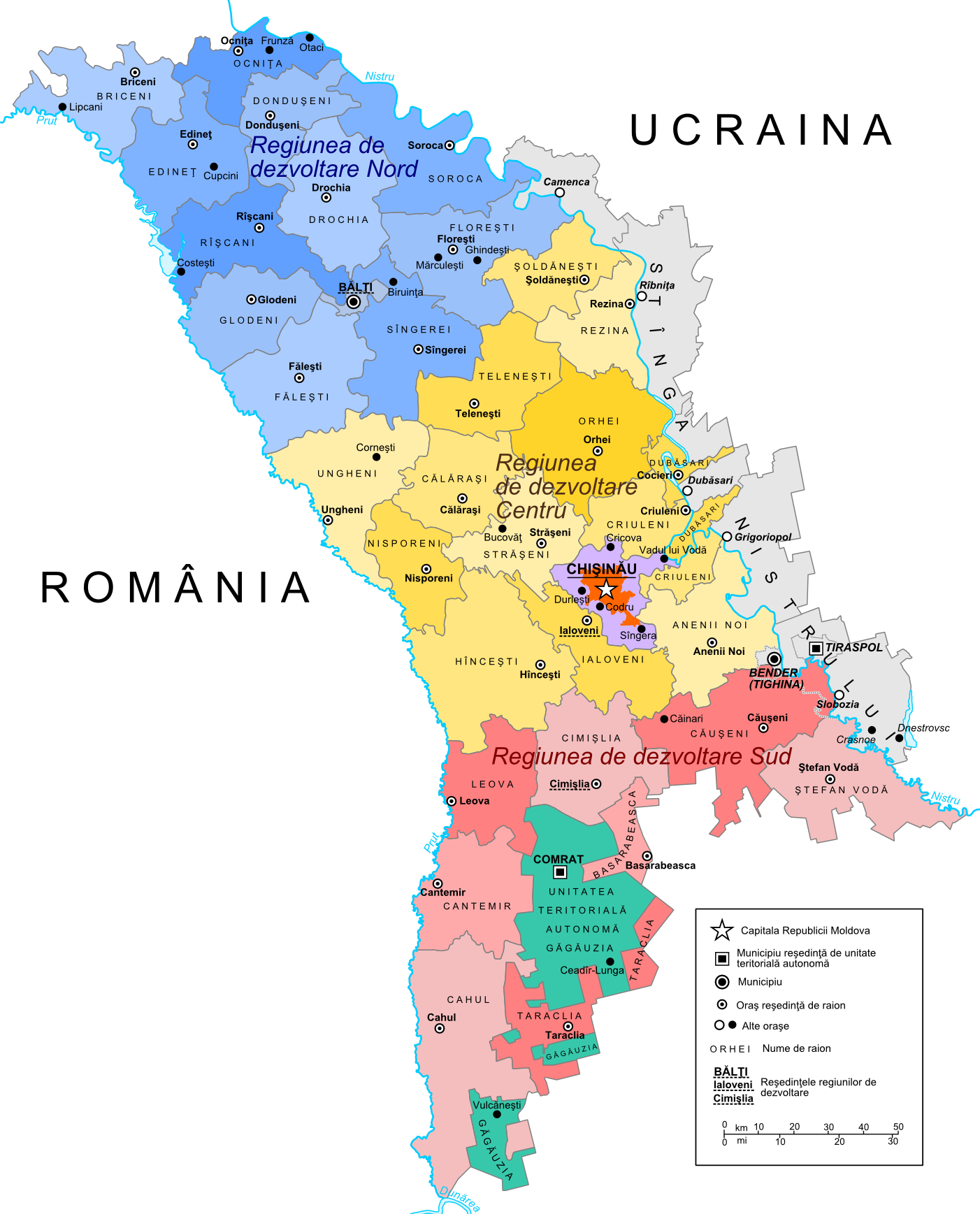
Atuais divisões administrativas da Moldávia

## Localidades
A Moldávia tem um total de 982 localidades incorporadas (de jure com 982 prefeitos e 982 conselhos municipais), dos quais cinco têm o estatuto de município, 60 têm o estatuto de cidade, e 917 são vilas com estatuto de comuna. Cobrem toda a área do país. Outras 699 vilas são muito pequenas para ter uma administração independente, e fazem parte de uma das cidades (40 delas) ou comunas (659). Isto faz um total de 1.681 localidades da Moldávia, todas, mas duas das quais são habitadas.
O Estatuto de Chişinău, Bălţi, e Bender como municípios e unidades territoriais de primeiro nível do país, permite suas aldeias ter subúrbio, quando suficientemente grande, seu próprio prefeito e um conselho local. Em contrapartida, as aldeias que são administrativamente parte de (alguma) das outras cidades não mantém  auto-governo.
| no    | tipo              | nome         | municípios | cidades | comunas | aldeias/hamlets w/o governo próprio | total |
| ----- | ----------------- | ------------ | ---------- | ------- | ------- | ----------------------------------- | ----- |
| 1     | município         | Chişinău     | 1          | 6       | 12      | 16                                  | 35    |
| 2     | município         | Bălţi        | 1          | -       | 2       | -                                   | 3     |
| 3     | município         | Bender       | 1          | -       | 1       | -                                   | 2     |
| 4     | unid.territ.auton | Găgăuzia     | 1          | 2       | 23      | 6                                   | 32    |
| 5     | unid. territorial | Transnistria | 1          | 9       | 69      | 68                                  | 147   |
| 6     | distrito          | Anenii Noi   | -          | 1       | 25      | 19                                  | 45    |
| 7     | distrito          | Basarabeasca | -          | 1       | 6       | 3                                   | 10    |
| 8     | distrito          | Briceni      | -          | 2       | 26      | 11                                  | 39    |
| 9     | distrito          | Cahul        | -          | 1       | 36      | 18                                  | 55    |
| 10    | distrito          | Cantemir     | -          | 1       | 26      | 24                                  | 51    |
| 11    | distrito          | Călăraşi     | -          | 1       | 27      | 16                                  | 44    |
| 12    | distrito          | Căuşeni      | -          | 2       | 28      | 18                                  | 48    |
| 13    | distrito          | Cimişlia     | -          | 1       | 22      | 16                                  | 39    |
| 14    | distrito          | Criuleni     | -          | 1       | 24      | 18                                  | 43    |
| 15    | distrito          | Donduşeni    | -          | 1       | 21      | 8                                   | 30    |
| 16    | distrito          | Drochia      | -          | 1       | 27      | 12                                  | 40    |
| 17    | distrito          | Dubăsari     | -          | -       | 11      | 4                                   | 15    |
| 18    | distrito          | Edineţ       | -          | 2       | 30      | 17                                  | 49    |
| 19    | distrito          | Făleşti      | -          | 1       | 32      | 43                                  | 76    |
| 20    | distrito          | Floreşti     | -          | 3       | 37      | 34                                  | 74    |
| 21    | distrito          | Glodeni      | -          | 1       | 18      | 16                                  | 35    |
| 22    | distrito          | Hînceşti     | -          | 1       | 38      | 24                                  | 63    |
| 23    | distrito          | Ialoveni     | -          | 1       | 24      | 9                                   | 34    |
| 24    | distrito          | Leova        | -          | 2       | 23      | 14                                  | 39    |
| 25    | distrito          | Nisporeni    | -          | 1       | 22      | 16                                  | 39    |
| 26    | distrito          | Ocniţa       | -          | 3       | 18      | 12                                  | 33    |
| 27    | distrito          | Orhei        | -          | 1       | 37      | 37                                  | 75    |
| 28    | distrito          | Rezina       | -          | 1       | 24      | 16                                  | 41    |
| 29    | distrito          | Rîşcani      | -          | 2       | 26      | 27                                  | 55    |
| 30    | distrito          | Sîngerei     | -          | 2       | 24      | 44                                  | 70    |
| 31    | distrito          | Soroca       | -          | 1       | 34      | 33                                  | 68    |
| 32    | distrito          | Străşeni     | -          | 2       | 25      | 12                                  | 39    |
| 33    | distrito          | Şoldăneşti   | -          | 1       | 22      | 10                                  | 33    |
| 34    | distrito          | Ştefan Vodă  | -          | 1       | 22      | 3                                   | 26    |
| 35    | distrito          | Taraclia     | -          | 1       | 14      | 11                                  | 26    |
| 36    | distrito          | Teleneşti    | -          | 1       | 30      | 23                                  | 54    |
| 37    | distrito          | Ungheni      | -          | 2       | 31      | 41                                  | 74    |
| Total | Total             | Total        | 5          | 60      | 917     | 699                                 | 1681  |

### Nomes coincidentes
- Há uma cidade Mărculeşti, e uma comuna diferente Mărculeşti, ambas situadas no  Floreşti (distrito)
- Há uma cidade Donduşeni, e uma comuna diferente Donduşeni, ambas situadas no Donduşeni (distrito)
- Há uma cidade Drochia, e uma comuna diferente Drochia, ambas situadas no Drochia (distrito)
- Há uma cidade Costeşti, Rîşcani (distrito), população 2.247 (4109 com 4 aldeias subúrbio), a 8ª menor cidade na Moldávia, e uma comuna (aldeia) Costeşti, Ialoveni (distrito), população 11.128, a 2ª maior cidade da Moldávia
- etc

## Divisões anteriores

### Condados (1998-2003)

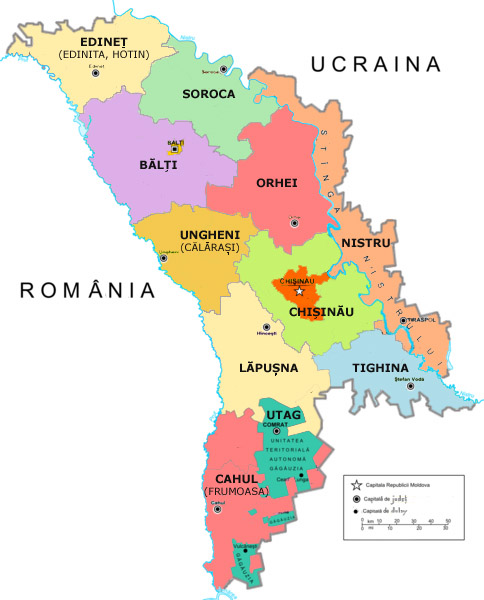
Antigos judetes da Moldávia.

Entre 1998 e Fevereiro de 2003, Moldávia, foi dividida em 12 unidades territoriais, incluindo 1 município, 1 unidade autónoma territorial, 1 unidade territorial, e 9 condados (Romeno: judeţe; locais entre parênteses):
| 1. Chişinău municipalidade, rodeada pelo condado de Chişinău, mas diferente dele 2. Condado de Bălţi (Bălţi) 3. Condado de Cahul (Cahul) 4. Condado de Chişinău (Chişinău) 5. Condado de Edineţ (Edineţ) 6. Condado de Lăpuşna (Hînceşti) 7. Condado de Orhei (Orhei) 8. Condado de Soroca (Soroca) 9. Condado de Tighina (Căuşeni) 10. Condado de Ungheni (Ungheni) 11. Găgăuzia, unidades territoriais autônomas (Comrat) 12. Stânga Nistrului, unidade territorial (Dubăsari) |

Em 2003, pouco antes da abolição do sistema de condado, um Condado de Taraclia foi dividido a partir do Condado de Cahul; coincide com o atual Taraclia (distrito).

### Cidades e distritos (1991-1998)
Entre 1991-1998, a Moldávia foi dividida em 10 cidades e 40 distritos:
Cidades
- Bălţi
- Cahul
- Chişinău
- Dubăsari
- Orhei
- Rîbniţa
- Soroca
- Tighina
- Tiraspol
- Ungheni

Distritos
- Anenii Noi
- Basarabeasca
- Brinceni
- Cahul
- Camenca
- Cantemir
- Căinari
- Călăraşi
- Căuşeni
- Ciadîr-Lunga
- Cimişlia
- Comrat
- Criuleni
- Donduşeni
- Drochia
- Dubăsari
- Edineţ
- Făleşti
- Floreşti
- Glodeni
- Grigoriopol
- Hînceşti
- Ialoveni
- Leova
- Nisporeni
- Ocniţa
- Orhei
- Rezina
- Rîbniţa
- Rîşcani
- Sîngerei
- Slobozia
- Soroca
- Străşeni
- Şoldăneşti
- Ştefan Vodă
- Taraclia
- Teleneşti
- Ungheni
- Vulcăneşti